# جون دولينج
جون دولينج (بالإنجليزية: John Dowling)‏ هو لاعب دوري الرغبي أسترالي، ولد في 3 أبريل 1953 في مورويلومباه ‏ في أستراليا.